# Dasyhelea heliophila
Dasyhelea heliophila är en tvåvingeart som beskrevs av John William Scott Macfie 1943. Dasyhelea heliophila ingår i släktet Dasyhelea och familjen svidknott.
Artens utbredningsområde är Egypten. Inga underarter finns listade i Catalogue of Life.